# São Sebastião do Óculo
São Sebastião do Óculo, é u m distrito do município de Raul Soares, Minas Gerais. Possui atualmente aproximadamente 181 habitantes. Está localizado a 41km de distancia da cidade sede, entre zona da mata e leste. Possui suas divisas com as cidades de Bom Jesus do Galho e Córrego Novo.

## História
1862: As primeiras famílias se assentaram na localidade.
1872: As terras do vilarejo foram doadas por Luiza Maria.
1904: Foi construída a primeira igreja católica.
1934: Padre João do Amaral construiu a capela atual.
1962: O distrito foi criado e desmembrado de São Vicente da Estrela.
1964: Foi instalado o cartório de Registro Civil e Notas, tendo como primeiro Oficial do Registro Civil e Notas o Sr Jair Julião de Vasconcelos; o qual passou o comando do Cartório em 1972 para o Sr. João Felisberto Neto, que já era auxiliar desde o início. O Sr. João aposentou-se 1998 e passou o Cartório para Sra Lucimar Felisberto, onde o coordena até hoje como oficiala substituta.
1973: Instalou-se no Distrito o posto de saúde municipal, tendo como primeira Funcionária para atender o público a Sra Maria Mercês da Costa.
1989: Foi doado pela Sra Rita Deontina de Jesus, uma porção de terra para instalar uma antena telefônica via rádio e a cabine com o telefone, foi instalada na residência de seu filho João Felisberto Neto para atender toda população.
2013: Foi doado pelo Sr João Felisberto Neto uma porção de terra para instalação de uma repetidora para Internet. que atende todo distrito e região.
2014: Foi instalado em uma área de 70m quadrados de terras do Sr. João Felisberto Neto uma antena de telefonia celular para atender toda população.

## Educação
O setor da educação no distrito iniciou-se primeiramente com a Escola Municipal Humberto de Campos, onde lecionava no local a professora Jovinha Pires, após o professor José Adriano Vasconcelos. Por volta de 1958 a 1962, foi construida uma sede para Escola que passou a ser Estadual, sendo batizada com o nome de Escola Estadual João Felisberto da Costa. Nome dado em homenagem a um dos patriarcas do distrito.